# Rhulani Mokwena
Rhulani Mlungisi Mokwena, né le 9 janvier 1987 à Johannesburg est un entraîneur de football sud-africain.

## Biographie
Il est le fils de l'ancien joueur des  Orlando Pirates Julias Sono Hloae et le neveu de Jomo Sono, Mokwena est issu d'une famille de footballeurs et a commencé sa carrière d'entraîneur  avec les jeunes de Silver Stars, avant de devenir entraîneur-adjoint au Mamelodi Sundowns ensuite au Orlando Pirates. 
En 2019, il devient entraîneur par intérim de ce dernier, occupant ce poste pendant cinq mois, avant d'être nommé entraîneur principal de Chippa United l'année suivante.

### Débuts
La première incursion notable de Mokwena dans le football a eu lieu au Silver Stars où il a perfectionné ses compétences d'entraineur sous la direction d'entraîneurs tels que Steve Komphela, Cavin Johnson et Allan Freese. En 2014, il rejoint Mamelodi Sundowns après une excellente saison avec l'équipe des jeunes. Il est promu au poste d'entraîneur-adjoint de Pitso Mosimane, aux côtés de Manqoba Mngqithi et Alex Bapela. Mokwena est resté avec Masandawana jusqu'en 2017, l’année où le club à remporter la Ligue des champions de la CAF 2016, avant d'occuper le poste d'entraîneur-adjoint de Milutin Sredojević au Orlando Pirates.

### Carrière managériale

#### Orlando Pirates
En août 2019, après la démission inattendue de Sredojević, Mokwena a été nommé entraîneur par intérim et il a marqué ses débuts en tant que coach principal avec une défaite 1-0 du MTN 8 contre Highlands Park. Au cours des cinq mois suivants, il a dirigé 14 matchs en remportant quatre avant de revenir au poste d'entraîneur-adjoint après la nomination de Josef Zinnbauer en décembre.

#### Chippa United
Le 4 mars 2020, Mokwena a quitté l'équipe de Zinnbauer après avoir été nommé entraîneur principal de l'équipe de Premier Division Chippa United dans le cadre d'un contrat à court terme. Son passage au club a été perturbé par l'épidémie du COVID-19, qui a vu le championnat suspendu et à la fin de son contrat en juin, il n'avait supervisé qu'un seul match de la saison.

#### Mamelodi Sundowns
En 2020, Mokwena est devenu co-entraîneur des Mamelodi Sundowns au côté de Manqoba Mngqithi. En octobre 2022, « Mngqithi a été nommé entraîneur principal des Sundowns et rétrogradé au poste de co-entraîneur. Il travaillera désormais sous la direction du nouvel entraîneur principal Rhulani Mokwena », a rapporté Goal.com. Le 3 juillet 2024, il a été confirmé que lui et Mamelodi Sundowns se sont séparés, citant la prise en compte des objectifs et des attentes du conseil d'administration.

#### Wydad AC
En juillet 2024, il rejoint le club de Botola Pro Wydad AC en tant qu'entraîneur.

## Statistiques

### Statistiques d'entraîneur
| Orlando Pirates   | 17 août 2019    | 10 décembre 2019 | 14  | 4  | 6  | 4  | 28,6 |
| Chippa United     | 4 mars 2020     | 5 juillet 2020   | 1   | 0  | 1  | 0  | 00,0 |
| Mamelodi Sundowns | 24 octobre 2022 | 3 juillet 2024   | 91  | 58 | 26 | 7  | 63,7 |
| Wydad AC          | 11 juillet 2024 | 29 avril 2025    | 35  | 14 | 14 | 7  | 40,0 |
| MC Alger          | 13 juillet 2025 | Présent          | 0   | 0  | 0  | 0  | 00,0 |
| Total             | Total           | Total            | 141 | 76 | 47 | 18 | 53,9 |

## Palmarès

### En tant qu'entraîneur
| Mamelodi Sundowns (3) :                                                                                      |
| --- |
| - Premier Soccer League (2) : - Champion : 2023 et 2024 - Ligue Africaine de la CAF (1) : - Vainqueur : 2023 |